# Шаві Бабіка
Шаві Бабіка (фр. Shavy Babicka, нар. 1 червня 2000, Лібревіль) — габонський футболіст, півзахисник сербського клубу «Црвена Звезда» та національної збірної Габону.

## Клубна кар'єра
У дорослому футболі дебютував 2018 року виступами за команду «Мангаспорт», після чого протягом 2019—2021 років захищав кольори руандійського клубу «Кійову Спортс».
Своєю грою за останню команду привернув увагу представників тренерського штабу кіпрського клубу «Аріс», до складу якого приєднався 5 серпня 2021 року. Відіграв за клуб з Лімасола наступні три сезони своєї ігрової кар'єри. Дебютував за клуб 22 серпня 2021 року в матчі проти «Олімпіакоса» (Нікосія), а 12 грудня 2021 року забив перші голи за клуб, відзначившись дублем в матчі проти «Аполлона». За підсумками сезону 2022/23 став переможцем кіпрського чемпіонату і відзначився 8 забитими голами та 8 результативними передачами, ставши одним із найкращих бомбардирів клубу. Новий сезон футболіст розпочав з перемоги за Суперкубок Кіпру, де 21 липня 2023 року він з партнерами переміг нікосійську «Омонію». Загалом за два з половиною сезону за кіпрський клуб провів 91 матчів і забив 16 голів в усіх турнірах.
14 січня 2024 року уклав контракт з французькою «Тулузою», яка заплатила за гравця 2,75 мільйона євро, що стало рекордом для «Аріса». Дебютував за клуб футболіст 21 січня 2024 року в матчі Кубка Франції проти клубу «Руан», вийшовши на заміну на 75 хвилині. Дебютний матч у Лізі 1 зіграв 28 січня 2024 року проти «Ланса», вийшовши на поле у стартовому складі. Дебютний гол за клуб футболіст забив 4 лютого 2024 року в матчі проти «Реймса». Загалом за півтора роки у Франції Бабіка провів за клуб 48 матчів і забив	5 голів у всіх турнірах.
2 серпня 2025 року Бабік уклав трирічний контракт з опцією продовження на ще один рік з сербською «Црвеною Звездою».

## Виступи за збірну
4 червня 2022 року дебютував в офіційних матчах у складі національної збірної Габону у грі відбору на кубок африканських націй 2023 року проти ДР Конго (1:0), в якому забив єдиний і переможний гол.
| Дата       | Місто        | Господарі                        | Результат | Гості                            | Турнір                                  | Голи | Примітки |
| ---------- | ------------ | -------------------------------- | --------- | -------------------------------- | --------------------------------------- | ---- | -------- |
| 4-6-2022   | Кіншаса      | ДР Конго                         | 0 – 1     | Габон                            | Відбір до Кубка африканських націй 2023 | 1    | 55'      |
| 17-11-2022 | Анталія      | Габон                            | 3 – 1     | Гвінея-Бісау                     | товариський матч                        | -    | 71'      |
| 20-11-2022 | Анталія      | Габон                            | 3 – 1     | Нігер                            | товариський матч                        | -    |          |
| 23-3-2023  | Франсвіль    | Габон                            | 1 – 0     | Судан                            | Відбір до Кубка африканських націй 2023 | -    | 78'      |
| 27-3-2023  | Омдурман     | Судан                            | 1 – 0     | Габон                            | Відбір до Кубка африканських націй 2023 | -    | 59'      |
| 18-6-2023  | Франсвіль    | Габон                            | 0 – 2     | ДР Конго                         | Відбір до Кубка африканських націй 2023 | -    | 74'      |
| 9-9-2023   | Нуакшот      | Мавританія                       | 2 – 1     | Габон                            | Відбір до Кубка африканських націй 2023 | -    | 71'      |
| 16-11-2023 | Франсвіль    | Габон                            | 2 – 1     | Кенія                            | Відбір до ЧС 2026                       | -    | 46'      |
| 19-11-2023 | Дар-ес-Салам | Бурунді                          | 1 – 2     | Габон                            | Відбір до ЧС 2026                       | -    | 73'      |
| 22-3-2024  | Ам'єн        | Сенегал                          | 3 – 0     | Габон                            | товариський матч                        | -    | 81'      |
| 25-3-2024  | Шамблі       | Габон                            | 1 – 1     | Республіка Конго                 | товариський матч                        | -    | 87'      |
| 6-9-2024   | Агадір       | Марокко                          | 4 – 1     | Габон                            | Відбір до Кубка африканських націй 2025 | -    | 65'      |
| 10-9-2024  | Франсвіль    | Габон                            | 2 – 0     | Центральноафриканська Республіка | Відбір до Кубка африканських націй 2025 | 1    | 69'      |
| 11-10-2024 | Франсвіль    | Габон                            | 0 – 0     | Лесото                           | Відбір до Кубка африканських націй 2025 | -    | 46'      |
| 15-10-2024 | Дурбан       | Лесото                           | 0 – 2     | Габон                            | Відбір до Кубка африканських націй 2025 | 1    | 71'      |
| 15-11-2024 | Франсвіль    | Габон                            | 1 – 5     | Марокко                          | Відбір до Кубка африканських націй 2025 | -    | 85'      |
| 18-11-2024 | Йоганнесбург | Центральноафриканська Республіка | 0 – 1     | Габон                            | Відбір до Кубка африканських націй 2025 | -    | 39'      |
| 20-3-2025  | Франсвіль    | Габон                            | 3 – 0     | Сейшельські Острови              | Відбір до ЧС 2026                       | -    |          |
| Усього     |              | Матчів                           | 18        |                                  | Голів                                   | 3    |          |

## Титули і досягнення
- Чемпіон Кіпру (1):

«Аріс»: 2022/23